# Korea Women League 2003
Die Korea Women League 2003 war die achte Spielzeit der südkoreanischen Fußballliga der Frauen unter diesem Namen. Gespielt wurde normalerweise in einem Hinrunden- und Rückrundenserie. Diesjährig fiel die Rückrunden-Serie aus.

## Teilnehmer
| Team                               | Stadt      | Vereinsart             |
| ---------------------------------- | ---------- | ---------------------- |
| Incheon INI Steel WFC              | Incheon    | Vereinsmannschaft      |
| Seoul Daekyo Kangerous             | Seoul      | Vereinsmannschaft      |
| Kyung-Hee-Universität              | Seoul      | Universitätsmannschaft |
| Hanyang-Universität                | Seoul      | Universitätsmannschaft |
| Kwandong-Universität               | Gangwon-do | Universitätsmannschaft |
| Yeoju-Universität                  | Yeoju      | Universitätsmannschaft |
| Ulsan-Kwahak-Universität           | Ulsan      | Universitätsmannschaft |
| Daegu-Yeongjin-Jeonmun-Universität | Daegu      | Universitätsmannschaft |

## Hinrunde

### Entscheidungsspiel
Im Entscheidungsspiel ging es um die Gruppenzugehörigkeit. Der Gewinner kam in Gruppe B, der Verlierer in Gruppe A.
|                        | Ergebnis |                       |
| ---------------------- | -------- | --------------------- |
| Seoul Daekyo Kangerous | 0:1      | Incheon INI Steel WFC |

### Gruppenphase

#### Gruppe A
| Pl. | Verein                 | Sp. | S | U | N | Tore    | Diff. | Punkte |
| --- | ---------------------- | --- | - | - | - | ------- | ----- | ------ |
| 1.  | Seoul Daekyo Kangerous | 3   | 2 | 1 | 0 | 007:100 | +6    | 07     |
| 2.  | Kyung-Hee-Universität  | 3   | 1 | 2 | 0 | 006:300 | +3    | 05     |
| 3.  | Yeoju-Universität      | 3   | 1 | 1 | 1 | 004:700 | −3    | 04     |
| 4.  | Kwandong-Universität   | 3   | 0 | 0 | 3 | 000:600 | −6    | 0      |

| Zum 3. Spieltag: Qualifikation zum Halbfinale |

#### Gruppe B
| Pl. | Verein                             | Sp. | S | U | N | Tore    | Diff. | Punkte |
| --- | ---------------------------------- | --- | - | - | - | ------- | ----- | ------ |
| 1.  | Incheon INI Steel WFC              | 3   | 2 | 1 | 0 | 010:300 | +7    | 07     |
| 2.  | Daegu-Yeongjin-Jeonmun-Universität | 3   | 2 | 1 | 0 | 009:300 | +6    | 07     |
| 3.  | Ulsan-Kwahak-Universität           | 3   | 1 | 0 | 2 | 004:800 | −4    | 03     |
| 4.  | Hanyang-Universität                | 3   | 0 | 0 | 3 | 000:900 | −9    | 0      |

| Zum 3. Spieltag: Qualifikation zum Halbfinale |

### K.O.-Runde
Die K.O.-Runde wurde getrennt geführt. Die Universitätsmannschaften traten gegen sich an, sowie die Vereinsmannschaften traten gegeneinander an. Am Ende gab es zwei Finalspiele: ein Vereinsmannschaft- sowie ein Universitätsmannschaftsfinale. 

#### Halbfinale
Im Halbfinale traten die besten zwei Universitätsmannschaften aus beiden Gruppen gegeneinander an. 
|                                    | Ergebnis |                          |
| ---------------------------------- | -------- | ------------------------ |
| Kyung-Hee-Universität              | 0:3      | Ulsan-Kwahak-Universität |
| Daegu-Yeongjin-Jeonmun-Universität | 1:0      | Yeoju-Universität        |

#### Finale
Im Traten die Gewinner des Halbfinales aufeinander, sowie die beiden Vereinsmannschaften aufeinander.  
|                          | Ergebnis |                                    |
| ------------------------ | -------- | ---------------------------------- |
| Ulsan-Kwahak-Universität | -:-      | Daegu-Yeongjin-Jeonmun-Universität |
| Incheon INI Steel WFC    | 4:0      | Seoul Daekyo Kangerous             |

Anmerkung: Das Finale zwischen Ulsan und Daegu wurde nicht ausgetragen. Gründe dafür sind nicht bekannt.